# Francesco Messina
Pour les articles homonymes, voir Messina.
Francesco Messina (Linguaglossa, 15 décembre 1900 – Milan, 13 septembre 1995) est un sculpteur italien.

## Biographie
Francesco Messina est née à Linguaglossa dans la province de Catane au sein d'une famille pauvre. il grandit à Gênes où il étudie jusqu'à ses trente ans puis part pour Milan. Il est considéré comme l'un des plus grands sculpteurs figuratifs du XXe siècle. Il est l'auteur de grands monuments italiens : Sainte Catherine de Sienne du Château Saint-Ange, du Chemin de Croix de San Giovanni Rotondo, de la Statue de Pie XII de la Basilique Saint-Pierre de Rome. Ses œuvres sont conservées dans les grands musées du monde.

## Œuvres

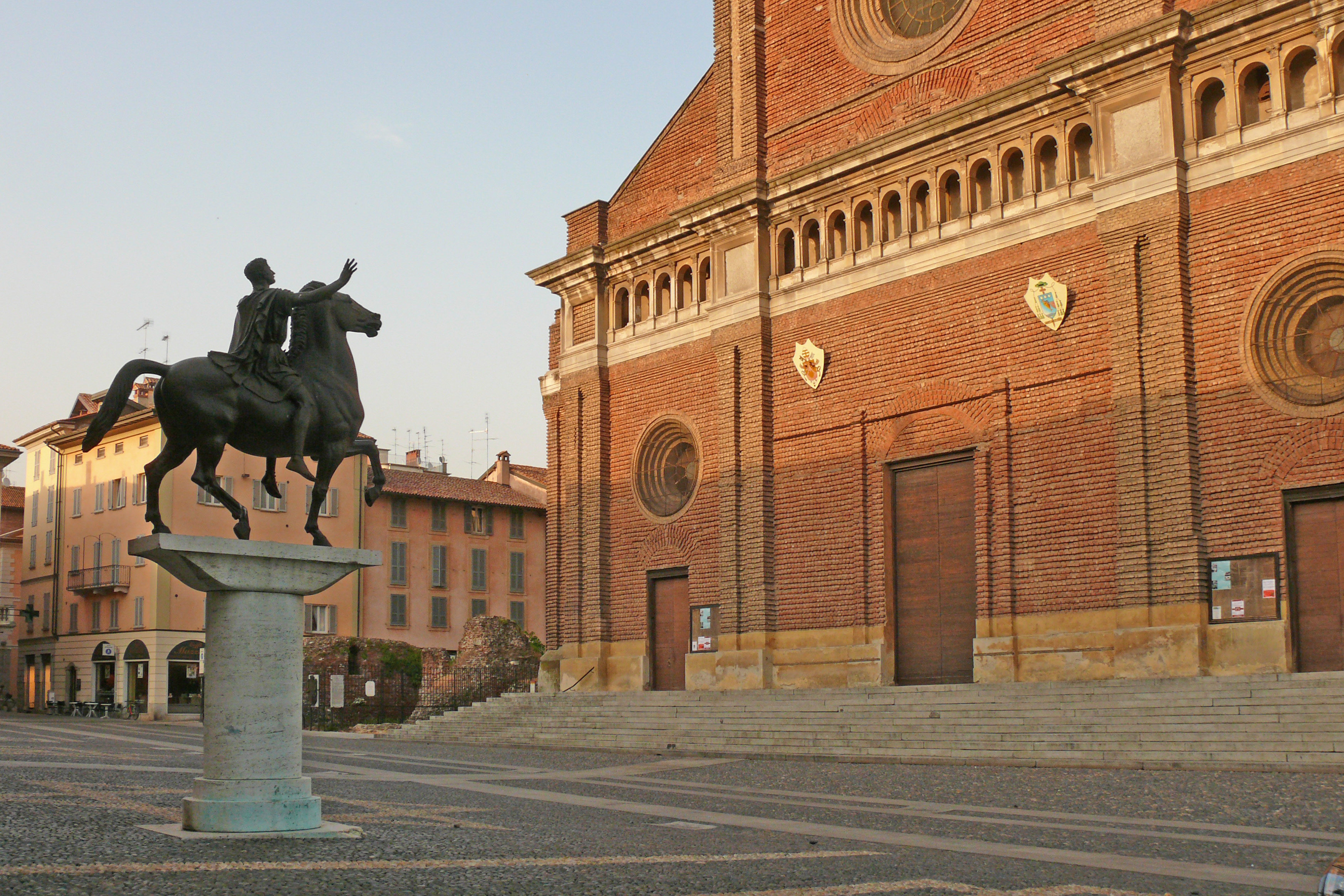
Le Regisole de Messina devant la Cathédrale de Pavie.

- Sainte Catherine de Sienne, Château Saint-Ange, Rome
- Chemin de Croix (1968-1980), Madonna con Bambino marbre de Carrare, Statua della Resurrezione di Cristo (6 m), église San Giovanni Rotondo, Rome
- Statue de Pie XII (1963), Basilique Saint-Pierre de Rome, Vatican
- Pugilatore (1929), Galleria civica d'arte moderna  e contemporanea, Turin
- Nuotatore sulla spiaggia (1930), Galerie nationale d'art moderne, Rome
- Monument à Christophe Colomb à Chiavari (1935)
- Monument équestre Regisole (ou Raggiasole) (1937), en mémoire du monument romain de l'empereur Antonin le Pieux détruit en 1796, Pavie
- Monument Minerva armata (1938), città universitaria, Pavie
- Statue de Costanzo Ciano (1940), Musée de technique navale, La Spezia
- I quattro cavalli di bronzo (1941-1970), collezione Leone, Formello (Le Rughe)
- Statues (1950-1960), église de Sant'Eugenio di Roma et de la Cittadella Cristiana di Assisi, cimetière monumental de Milan
- Buste de Giacomo Puccini (1958), Théâtre de la Scala, Milan
- Béatrice (1959), South Methodist University, Dallas
- Monumento marmoreo a Santa Caterina da Siena (1961-1962), Castel Sant'Angelo, Rome
- Busto di Pietro Mascagni (1963), Théâtre de la Scala, Milan
- Cavallo Morente (1966), Palazzo RAI, Rome
- Monument à Pie XI (1968), Dôme de Milan
- Portrait de Rainier III, Prince de la principauté de Monaco (1974), Monaco
- Stallone ferito piazza Vittorio Emanuele III, Catane
- Sirenetta, place de l'Europe, Catane.
- Statue, tombe de Cino Del Duca et Simone Del Duca, cimetière du Père-Lachaise, Paris